# Victoria Baldesarra
Victoria Baldesarra (Toronto 28 juli 1998) is een Canadese actrice en danseres.
Baldesarra is bekend geworden door haar rol als Michelle in de serie The Next Step

## Filmografie
- The Next Step (2013-2020)
- Lost & Found Music Studios (2015-2017)